# Wochentage (Thailand)
Jedem der Wochentage in Thailand ist nach einer astrologischen Regel (welche von der hinduistischen Mythologie beeinflusst ist) jeweils ein bestimmter Schutzgott zugeordnet.

## Namen und Farben der Wochentage

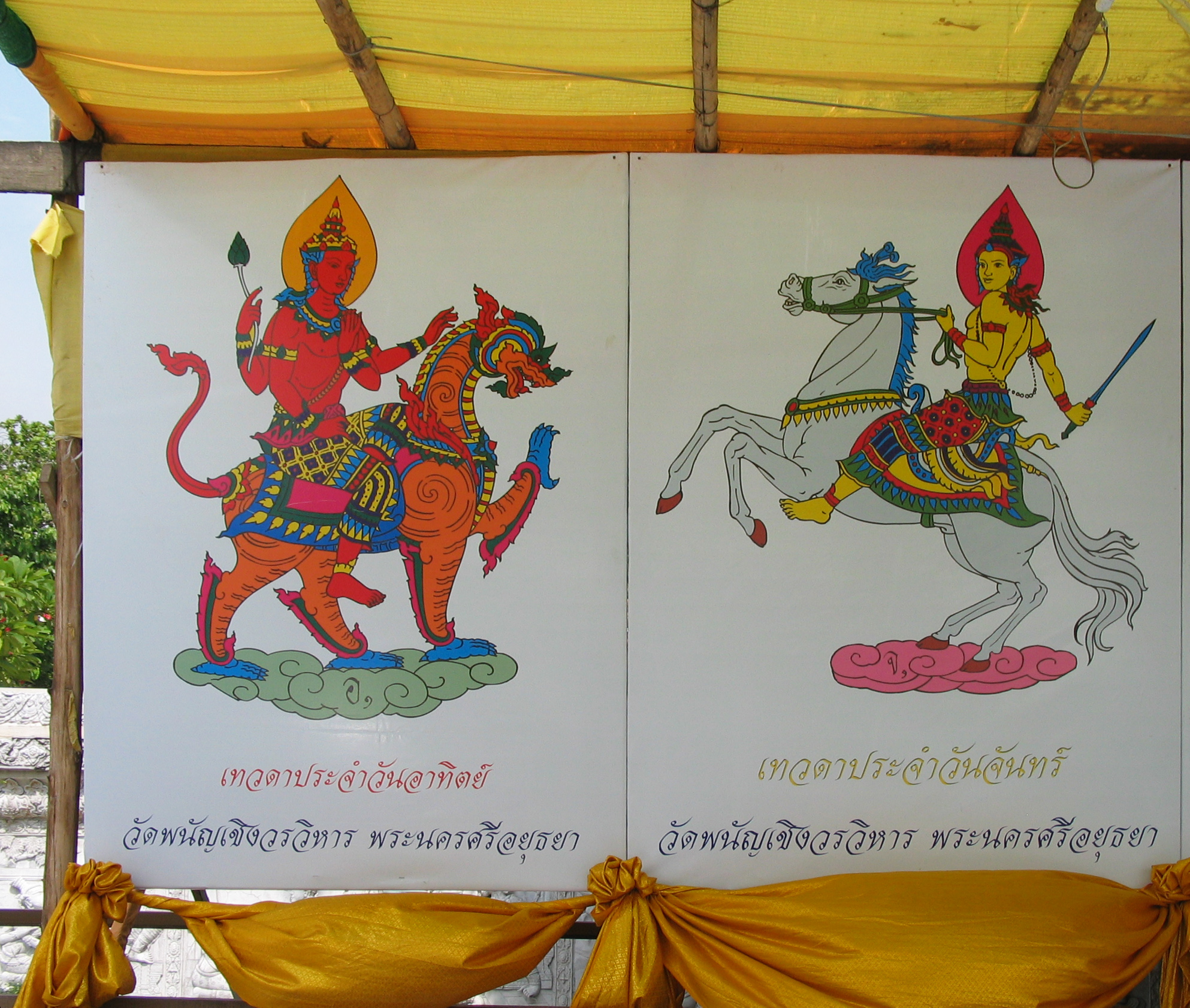
Sonntag und Montag

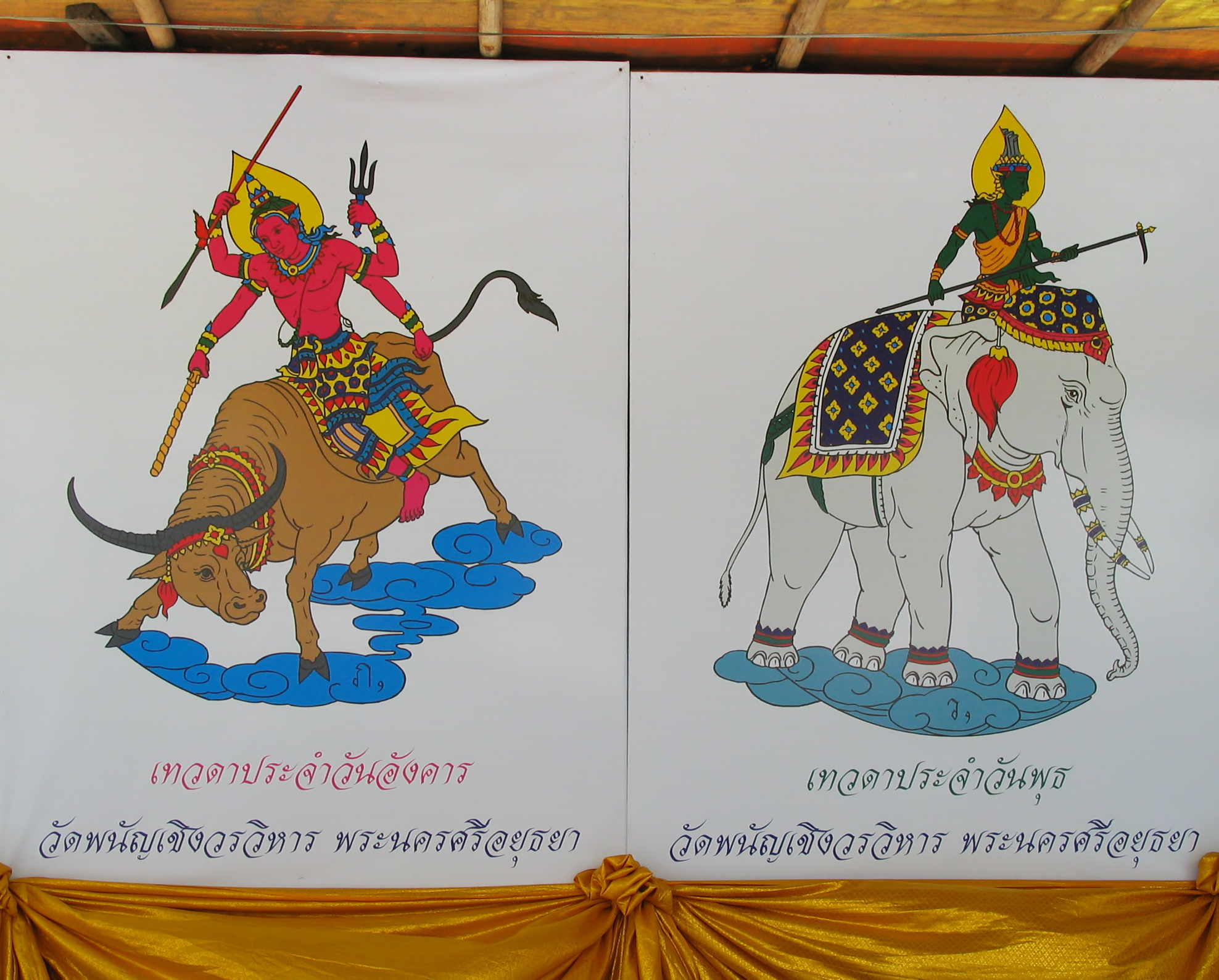
Dienstag und Mittwoch

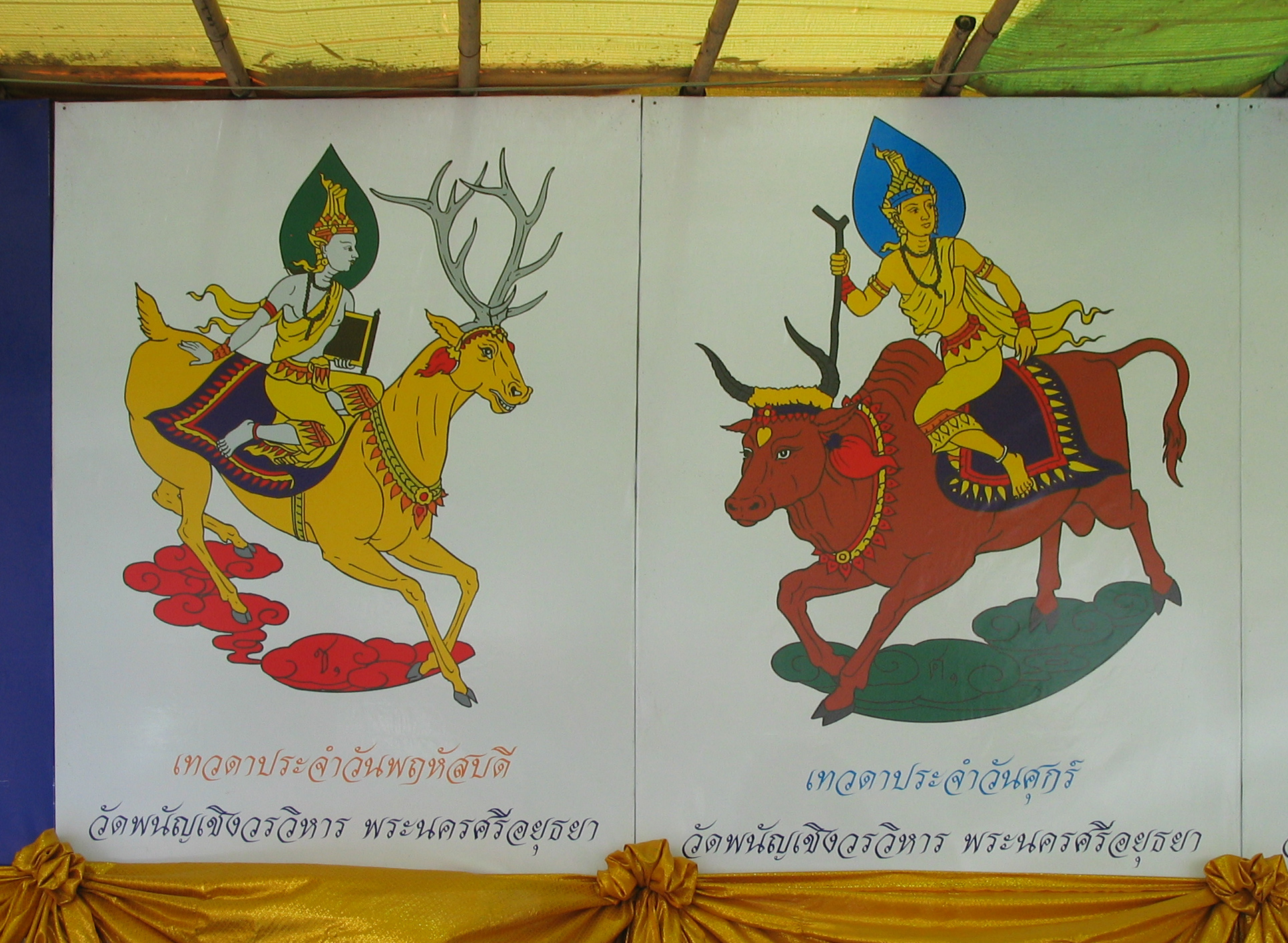
Donnerstag und Freitag

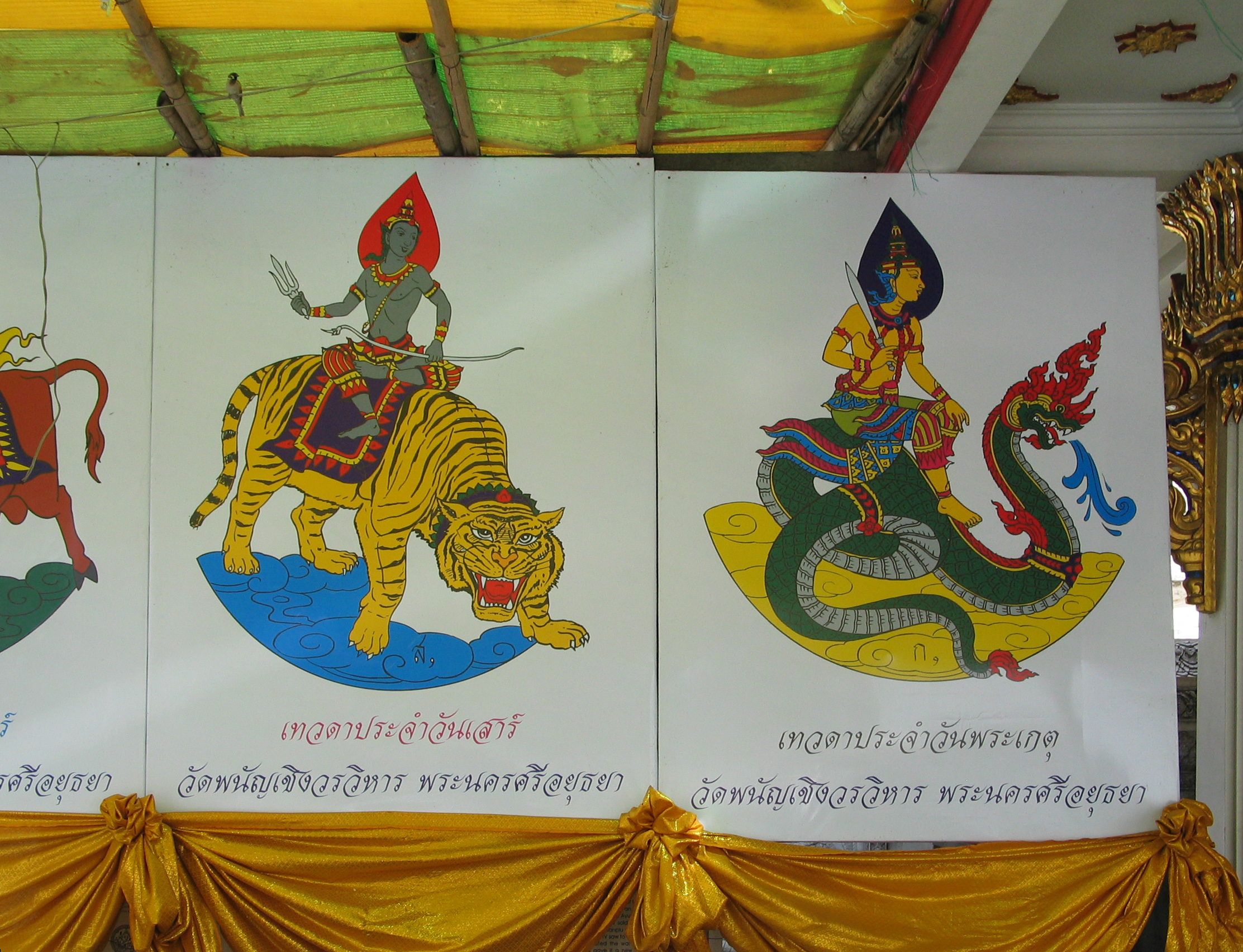
Samstag (linkes Bild)

So wie in der hinduistischen Mythologie ein jeder Gott ein Reittier hat, so ist ihm auch ein bestimmter Planet und eine bestimmte Farbe zugeordnet. Der Schutzgott des Sonntags ist zum Beispiel Surya, dessen traditionelle Farbe Rot ist. Diese Tagesfarben sind die traditionellen Geburtstagsfarben in Thailand. Beispielsweise wird alljährlich am 5. Dezember das gesamte Land mit Gegenständen in gelber Farbe dekoriert, Menschen trugen gelbe Kleidung, da der König Bhumibol Adulyadej an einem Montag geboren war.
Für bestimmte brahmanische Zeremonien ist es notwendig, einen Zusammenhang herzustellen zwischen den acht Himmelsrichtungen und den einzelnen Wochentagen. Wichtige Feiern, wie beispielsweise eine Hochzeit oder auch die Mönchsordination, benötigen eine Orientierung nach dem Kompass, um nicht im Desaster zu enden. Es gibt einen allgemeinen Glauben an eine Unglück-bringende als auch eine Glück-bringende Richtung eines jeden Tages. Da aber nun der Kompass acht Himmelsrichtungen aufweist, die Woche aber nur sieben Tage hat, ist der Mittwoch zweigeteilt.
| Wochentag  | Wochentag            | Planet  | Gott            | Gott                          | Farbe    | Farbe    |
| Deutsch    | Thai                 | Planet  | Sanskrit        | Thai                          | Tag      | Nacht    |
| ---------- | -------------------- | ------- | --------------- | ----------------------------- | -------- | -------- |
| Sonntag    | วันอาทิตย์ Wan Athit    | Sonne   | आदित्य Ādityá     | พระอาทิตย์ Phra Athit           | Rot      | Rot      |
| Montag     | วันจันทร์ Wan Chan      | Mond    | चन्द्र Candra     | พระจันทร์ Phra Chan             | Gelb     | Gelb     |
| Dienstag   | วันอังคาร Wan Angkhan  | Mars    | मंगल Mangala     | พระอังคาร Phra Angkhan         | Rosa     | Rosa     |
| Mittwoch   | วันพุธ Wan Phut        | Merkur  | बुध Budha        | พระพุธ Phra Phut               | Grün     | Hellgrün |
| Donnerstag | วันพฤหัสฯ Wan Phruehat | Jupiter | बृहस्पति Bṛhaspati | พระพฤหัสบดี Phra Phruehatsabodi | Orange   | Orange   |
| Freitag    | วันศุกร์ Wan Suk        | Venus   | शुक्र Śukra       | พระศุกร์ Phra Suk               | Hellblau | Hellblau |
| Samstag    | วันเสาร์ Wan Sao       | Saturn  | शनि Śani         | พระเสาร์ Phra Sao              | Violett  | Violett  |

- Sonntag: Aditya ist ein anderer Name für Surya, der Haupt-Sonnengottheit im Hinduismus. In Thailand wird Surya daher Phra Athit (kurz für พระสุริยาทิตย์ Phra Suriyathit) genannt. Er reist meist in einem Streitwagen von Löwen gezogen, sein Wagenlenker ist Aruna, der Gott des Morgenrot. Suryas Element ist das Feuer, daher wird er mit der Farbe Rot in Verbindung gebracht.
- Montag: Im Hinduismus ist Chandra eine Mondgottheit. In Thailand wird er Phra Chan [pʰrá ʤan] genannt, er fährt jede Nacht mit seinem Streitwagen (dem Mond), der von zehn jasminfarbenen Pferden gezogen wird, über den Himmel. Hinten im Streitwagen fährt oft ein Hase mit. Sein Element ist die Erde.
- Dienstag: In der indischen Astrologie ist Mangala der Name für den Mars. Er wird in Thailand „Phra Angkhan“ genannt. Er ist ein kriegserfahrener Gott mit großer Stärke. Sein Reittier ist der Wasserbüffel. Seine Haut ist rosa wie die Farbe des Planeten Mars, seine Kleidung ist von roter Farbe und er trägt oft rote Blumen hinterm Ohr. Phra Angkarn hat vier Arme, in denen er „göttliche Waffen“ trägt: einen Speer, eine Lanze und einen Schlagstock. Sein Element ist der Wind.
- Mittwoch: In der hinduistischen Mythologie ist Budha (nicht zu verwechseln mit Buddha) der Name des Planeten Merkur. Der Hindu-Gott Budha ist der Sohn von Chandra, dem Mondgott. Er wird in Thailand Phra Phut genannt, sein Element ist das Wasser und der Beschützer der Händler. Er hat eine smaragdgrüne Haut, sein Reittier ist der Elefant. Phra Phut wird oft als Einsiedler dargestellt.
- Donnerstag: Brihaspati ist der Name einer Gottheit aus der Rigveda. Er ist die Personifizierung der Frömmigkeit und Religion. In Thailand wird er Phra Phruehatsabodi (Thai: พระพฤหัสบดี, [pʰrá pʰrʉ́hàtsàbɔːdiː]), oder kurz Phra Phruehat [pʰrá pʰrʉ́hàt] genannt, er ist der Kaplan der Gottheiten und Lehrer von Indra. Sein Element ist die Erde, er reitet auf einem goldenen Hirsch.
- Freitag: Der Name der Hindu-Gottheit Shukra ist das Sanskrit-Wort für „Reinheit“, „Klarheit“, „Helligkeit“. Er wird in Thailand „Phra Suk“ [pʰrá sùk] genannt, ein Einsiedler, Gott der Liebe. Er ist das Symbol des Friedens. Sein Element ist das Wasser, die Farbe seines Körpers erinnert an den Sonnenaufgang und er lebt in einer goldenen Behausung. Sein Reittier ist der mythologische Bulle Asupharat (โคอสุภราช), den Shiva für ihn aus 21 Rindern erschuf.
- Samstag: Die hinduistische Gottheit Shani  ist in der Hindu-Astrologie eine der Navagraha, der neun personifizierten Planeten. Shani manifestiert sich im Planeten Saturn und ist der Gott des Ackerbaus, der Zivilisation aber auch des Missgeschicks. Sein Element ist das Feuer, er hat eine schwarze Haut und glühende Augen. Er reitet auf einem Tiger, in den Händen trägt er eine Lanze und einen Bogen. Er kümmert sich um die erste Regenperiode im Frühling.

## Buddhistische Symbolik

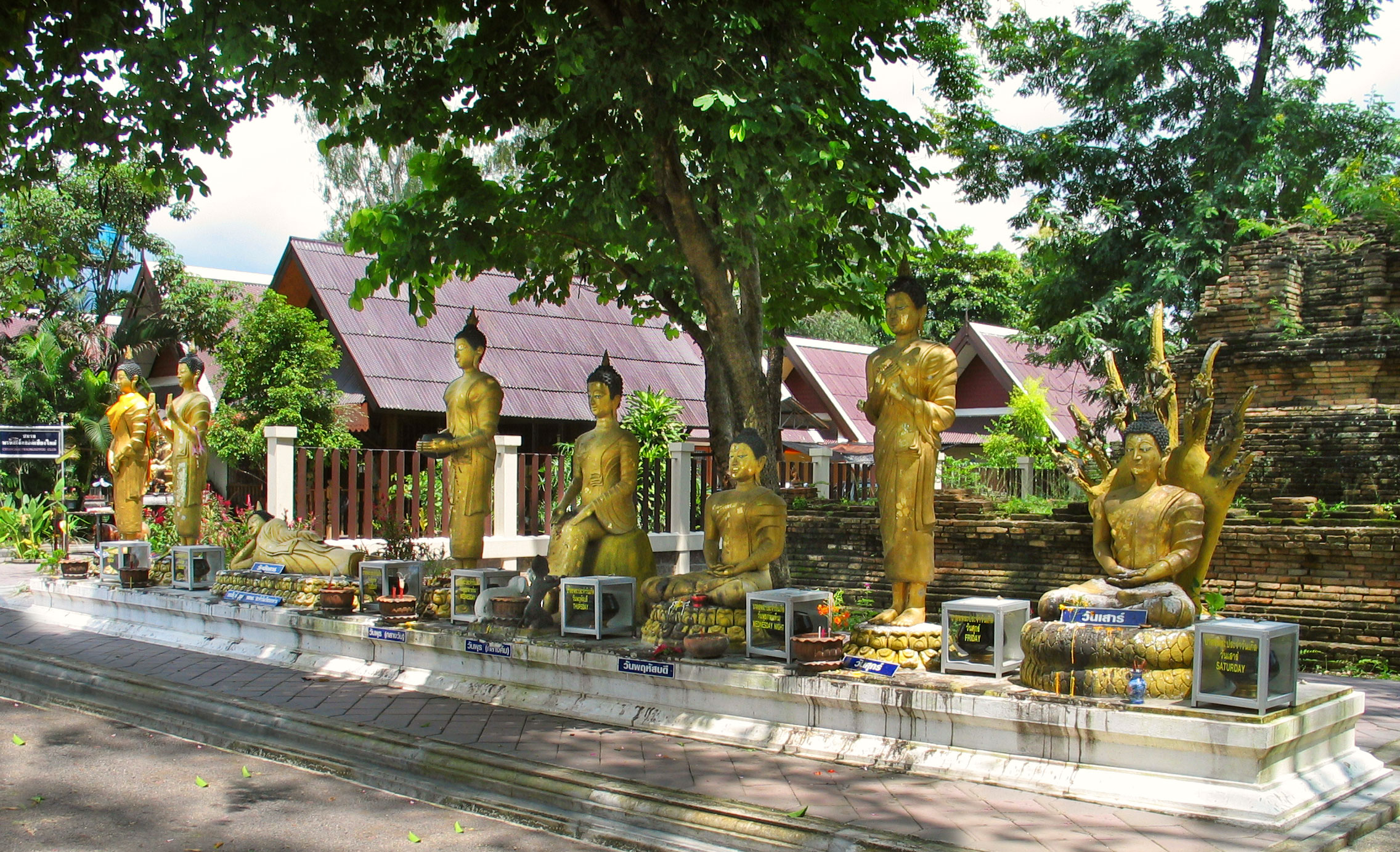
Ein Buddha „für jeden Wochentag“ (Wat Chet Thaeo, Chiang Mai)

Jedem Wochentag ist außerdem eine Buddha-Statue mit einer bestimmten Handhaltung (Mudra) zugeordnet, da in alten Zeiten angenommen wurde, dass einige Ereignisse im Leben des Buddha an bestimmten Tagen der Woche stattfanden. Man sieht in thailändischen Tempeln (Wat) oft eine Reihe von acht verschiedenen Buddha-Statuen, denen die Gläubigen kleine Opfergaben darbringen.